# كاي سيمونز
كاي سيمونز (بالفنلندية: Kai Simons)‏ هو عالم كيمياء حيوية وباحث وشخصية أعمال وأستاذ جامعي فنلندي، ولد في 24 مايو 1938 في هلسنكي في فنلندا.